# Coadout
Coadout (bretonisch Koadoud) ist eine französische Gemeinde mit 538 Einwohnern (Stand: 1. Januar 2022) im Département Côtes-d’Armor in der Region Bretagne. Sie gehört zum Arrondissement Guingamp und zum Kanton Callac (bis 2015: Kanton Guingamp). Die Bewohner werden Coadoutais und Coadoutaises genannt.

## Geographie
Coadout liegt etwa 40 Kilometer westlich von Saint-Brieuc. Der Trieux begrenzt die Gemeinde im Osten, wo im äußersten Norden sein Zufluss Bois de la Roche einmündet. Umgeben wird Coadout von den Nachbargemeinden Grâces im Norden, Ploumagoar im Osten und Nordosten, Saint-Adrien im Südosten, Bourbriac im Süden und Westen sowie Moustéru im Westen und Nordwesten.

## Bevölkerungsentwicklung
| Jahr                      | 1962 | 1968 | 1975 | 1982 | 1990 | 1999 | 2006 | 2012 | 2020 |
| ------------------------- | ---- | ---- | ---- | ---- | ---- | ---- | ---- | ---- | ---- |
| Einwohner                 | 369  | 331  | 299  | 401  | 483  | 497  | 518  | 569  | 567  |
| Quelle: Cassini und INSEE |      |      |      |      |      |      |      |      |      |

## Sehenswürdigkeiten

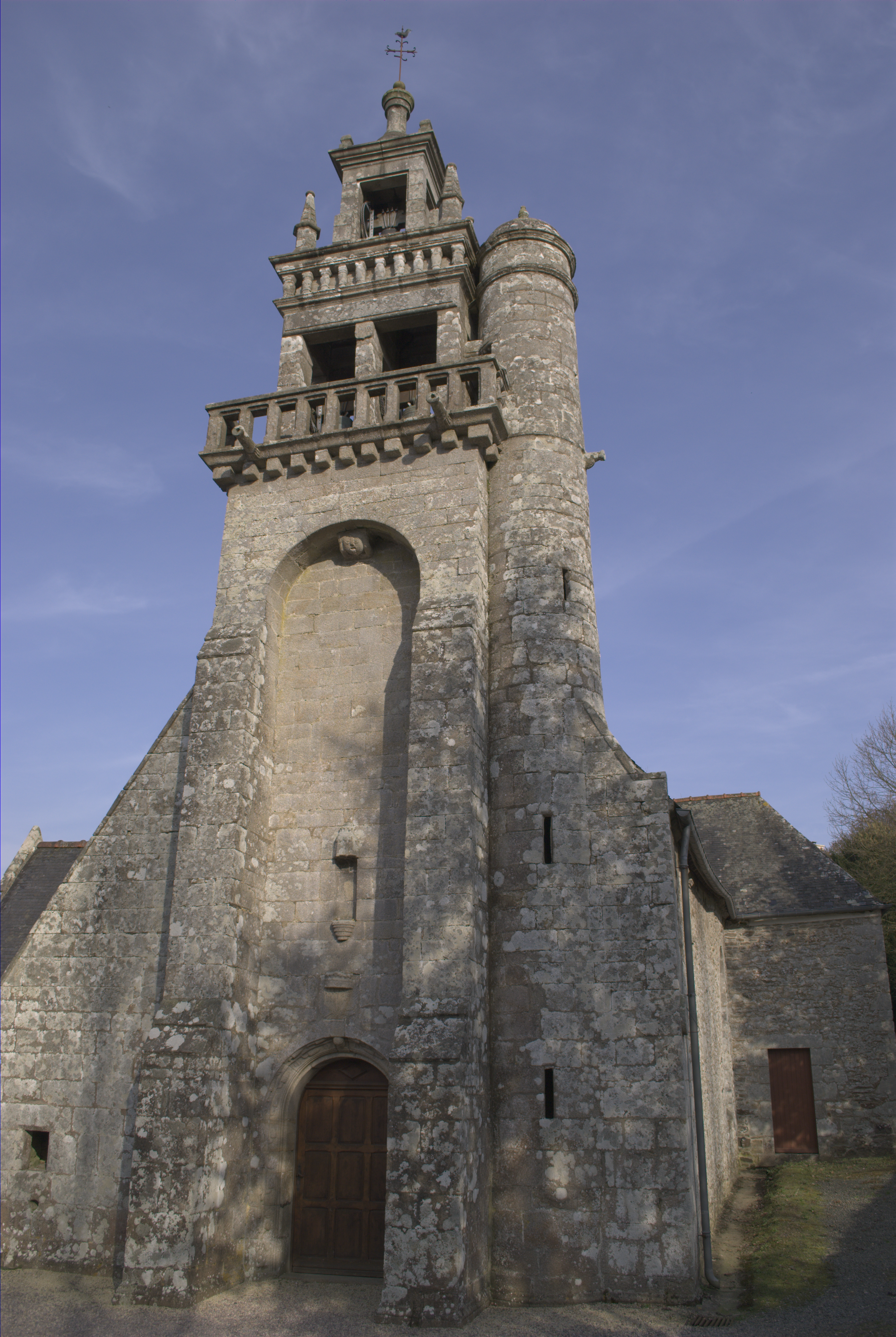
Kirche Saint-Iltud

- Kirche Saint-Iltud aus dem 17. Jahrhundert, ursprünglich Kapelle aus dem 12. Jahrhundert
- Reste des Herrenhauses Le Bois de la Roche, teilweise mit Gebäuderesten aus dem 13. Jahrhundert